# 法伊兹·艾哈迈德
法伊兹·艾哈迈德（波斯语：فیضاحمد；Faiz Ahmad；1946年 - 1986年11月12日）是阿富汗革命者，也是阿富汗解放组织（在喀布尔建立的马克思列宁主义组织）的创始人。  

## 生平
艾哈迈德出生于阿富汗坎大哈。他在坎大哈上过中小学校，然后到喀布尔进入纳德里亚高中（Naderia High School），在读过马克思和列宁的一些著作后，他参与了极左翼运动。  
进步青年组织领导人、阿富汗毛派运动的领导者阿克拉姆·亚里，是艾哈迈德在纳德里亚高中的老师；他深深地影响了艾哈迈德。后来，艾哈迈德与进步青年组织分裂。
高中毕业后，艾哈迈德进入喀布尔大学医学院。在那时，他建立了阿富汗人民革命团体，后来更名为阿富汗解放组织。  
1976年，艾哈迈德娶了米娜·克什瓦·卡马尔。
在苏联入侵阿富汗期间，艾哈迈德对阿富汗解放组织的重组起到了推动作用，并设定了“所有资源为解放前线服务！”的口号作为所有“革命斗争”的临时目标。在这段时间艾哈迈德的领导下，阿富汗解放组织决定加入伊斯兰政治力量，形成抵抗苏联和阿富汗人民民主党政府的统一战线。  
他写了《解放的灯塔》（Mash'al-i Rehayi，阿富汗解放组织政治理论出版物），他分析了形势并为阿富汗解放组织活动制定了政治和战略路线。  
艾哈迈德与其他6名阿富汗解放组织成员被古勒卜丁·希克马蒂亚尔的阿富汗伊斯兰党于1986年11月12日在巴基斯坦白沙瓦暗杀。阿富汗解放组织成员指责巴基斯坦三军情报局参与了这起谋杀事件。